# Herman Hermsen
Herman Hermsen (Nijmegen, 20 mei 1953) is een Nederlands beeldend kunstenaar die actief is als sieraadontwerper, vormgever en docent.

## Biografie
Hermsen werd opgeleid aan de Academie voor Beeldende Kunsten te Arnhem (1973-1979), waar hij les kreeg van onder meer Gijs Bakker. Hij studeerde af met lampen en meubels. Na zijn studie werkte Hermsen enige tijd als assistent van Emmy van Leersum en Gijs Bakker (1981-1984). Hermsen voerde daarbij onder meer de ontwerpen van Van Leersum uit.
In zijn sieraden werkt Hermsen met zowel edele metalen als kunststof. Naast sieraden ontwerpt hij lampen.
Hermsen gaf les aan de Fachhochschule te Düsseldorf vanaf 1992 en doceerde tevens aan de academies te Utrecht (1985-1990) en Arnhem (vanaf 1990).